# Carta plomada

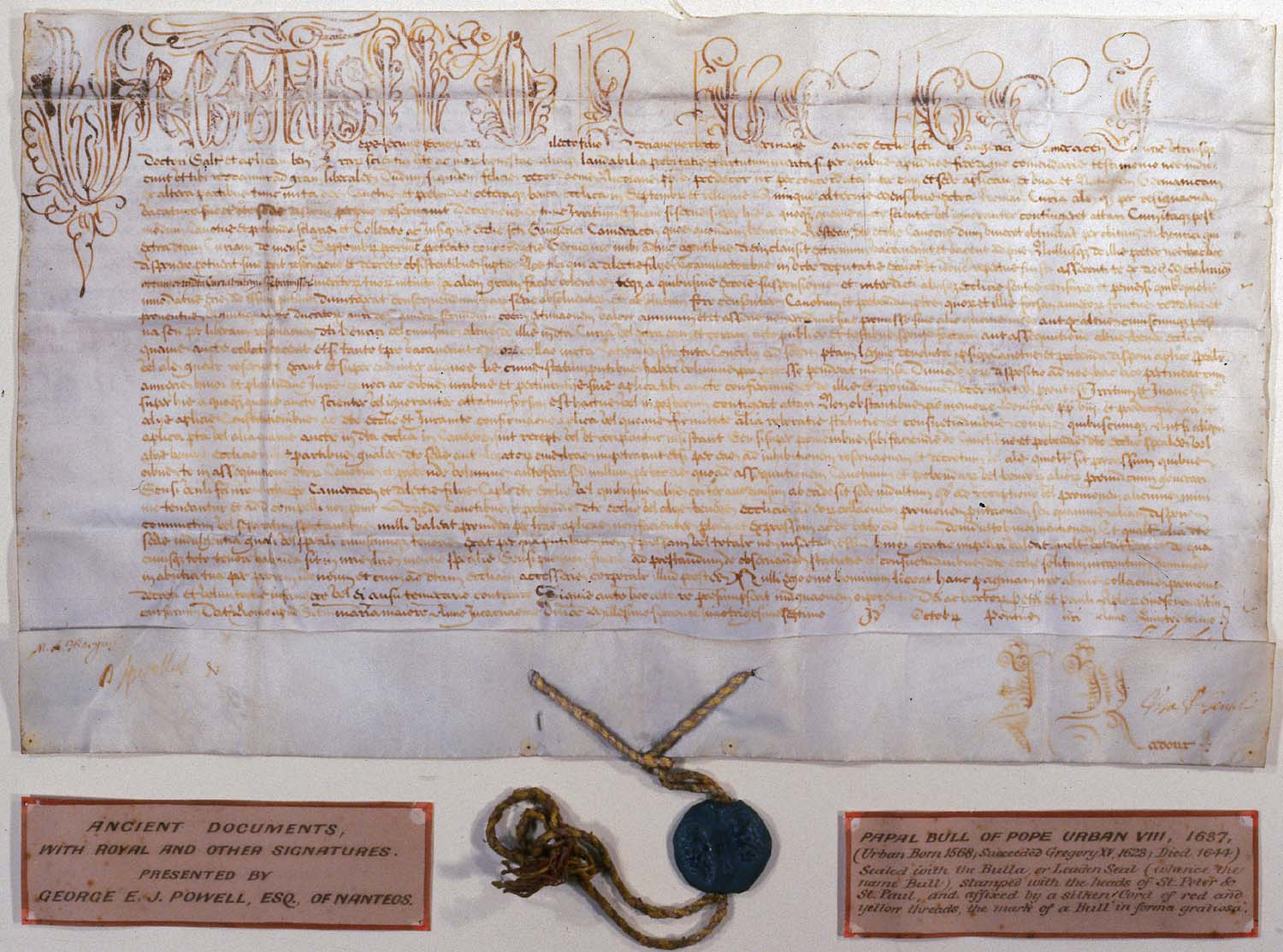
Bula del papa Urbano VIII con el mismo sistema de autentificación que las cartas plomadas, sello (bulla) de plomo.

Cartas plomadas son aquellas en que el Príncipe dispensaba alguna gracia o merced y atribuía algún título de posesión.
Dicha concesión se expresaba después de invocado el nombre de Dios y se anotaba en ella el día, mes, hora, y año con el nombre también del Rey poniéndose, para demostrar el fin de la perpetuidad, una cuerda o cordón de seda, pendiente de éste un sello de plomo e impresas en él las Armas Reales que la autorizaban y signo constitutivo de los Privilegios. Se añadía la pena que solían imponer los Príncipes a los que repugnasen su observancia. 
Otras se sellaban con signo de cera y este se imprimía Sobre pergamino o en papel, que antiguamente se decía en paño. De la forma y modo con que se extendían las Cartas concedidas de varios, empleos y a los Adelantados.